# Referendum federali in Svizzera del 2022
In Svizzera nel 2022 si sono tenuti quattro referendum popolari il 13 febbraio, tre il 15 maggio e quattro il 25 settembre.

## Referendum di febbraio

### Primo quesito
Nel primo quesito gli elettori erano chiamati a esprimersi sull'iniziativa popolare "Sì al divieto degli esperimenti sugli animali e sugli esseri umani – Sì ad approcci di ricerca che favoriscano la sicurezza e il progresso". L'iniziativa chiedeva di vietare gli esperimenti sugli animali e sugli esseri umani oltre che l'importazione di farmaci e altri prodotti sviluppati ricorrendo a tali esperimenti. L'iniziativa chiedeva infine che la ricerca condotta senza impiegare animali ricevesse almeno lo stesso sostegno statale accordato alla ricerca che lo impiegava. Il Parlamento aveva respinto l'iniziativa, il Consiglio nazionale all'unanimità con 195 no e il Consiglio degli Stati con 42 no, nessun sì e 2 astensioni. Anche il Consiglio federale raccomandava di respingere l'iniziativa ritenendo che avrebbe impedito ai cittadini di beneficiare di un gran numero di nuove terapie mediche e avrebbe limitato in modo rilevante le attività di ricerca e sviluppo minacciando anche dei posti di lavoro.

### Secondo quesito
Nel secondo quesito gli elettori erano chiamati a esprimersi sull'iniziativa popolare "Sì alla protezione dei fanciulli e degli adolescenti dalla pubblicità per il tabacco (Fanciulli e adolescenti senza pubblicità per il tabacco)". L'iniziativa chiedeva di vietare completamente la pubblicità per il tabacco ovunque fanciulli e adolescenti potessero vederla e quindi sulla stampa, sui manifesti, nei cinema, nei chioschi e in occasione di manifestazioni (in Svizzera era già vietata in radio e in televisione). Il divieto sarebbe valso anche per le sigarette elettroniche. Sarebbe rimasta permessa soltanto la pubblicità destinata esclusivamente agli adulti tramite ad esempio e-mail private o nei luoghi non accessibili ai minorenni.
Il Parlamento aveva respinto l'iniziativa, il Consiglio nazionale con 101 no, 88 sì e 7 astensioni e il Consiglio degli Stati con 29 no, 14 sì e 1 astensione. Anche il Consiglio federale raccomandava di respingere l'iniziativa considerandola troppo restrittiva e proponeva un controprogetto indiretto che vietava le pubblicità sui manifesti e nei cinema consentendole invece nei chioschi, sulla stampa o su Internet purché non si rivolgesse direttamente ai minorenni.

### Terzo quesito
Il terzo quesito riguardava la conferma della modifica del 18 giugno 2021 della legge federale sulle tasse di bollo (LTB). La modifica di legge aboliva la tassa d'emissione che veniva riscossa su azioni o strumenti simili emessi da imprese per importi a parire da un milione di franchi e ammontava all'1 per cento del capitale acquisito. L'abolizione dell'imposta avrebbe comportato un minor gettito di 250 milioni di franchi all'anno.
Il Parlamento aveva approvato la legge, il Consiglio nazionale con 120 sì, 70 no e 5 astensioni e il Consiglio degli Stati con 29 sì, 14 no e 1 astensione. Contro la legge era stato chiesto un referendum da parte di un comitato sostenuto da un'alleanza di gruppi di sinistra, che sosteneva che l'abolizione dell'imposta avrebbe favorito soltanto grandi multinazionali, banche e assicurazioni e non i comuni cittadini, che anzi sarebbero stati chiamati a colmare l'ammanco creatosi pagando più imposte o subendo dei tagli nei servizi statali.

### Quarto quesito
Il quarto quesito riguardava la conferma della legge federale del 18 giugno 2021 su un pacchetto di misure a favore dei media. La modifica di legge introduceva agevolazioni aggiuntive per i giornali compresi quelli con una tiratura ampia e quelli on line cofinanziati dai propri lettori (non gratuiti), per le emittenti radiofoniche locali private e le emittenti televisive regionali oltre a stanziamenti aggiuntivi per il potenziamento della formazione dei giornalisti. Il pacchetto era finanziato con il canone radiotelevisivo già esistente e attingendo alle finanze federali, non introducendo nuove imposte e aveva una validità limitata a sette anni.
Il Parlamento aveva approvato la legge, il Consiglio nazionale con 115 sì, 75 no e 6 astensioni e il Consiglio degli Stati con 28 sì, 10 no e 6 astensioni. Contro la legge era stato chiesto un referendum da parte di un comitato sostenuto da parlamentari di centrodestra, che riteneva il finanziamento pubblico di media privati superfluo e dannoso, andando a vantaggio soprattutto di ricchi gruppi mediatici e case editrici affermate che ne avrebbero approfittato. Il comitato sosteneva inoltre che le sovvenzioni avrebbero reso i media dipendenti dalla politica e che il pacchetto fosse discriminatorio e antisociale poiché escludeva dalle sovvenzioni i media gratuiti sia stampati che online.

### Risultati
| Titolo sintetico                                             | Sì        | Sì   | No        | No   | Nulli  | Totale    | Iscritti  | Affluenza | Cantoni a favore | Cantoni a favore | Cantoni contro | Cantoni contro | Risultato |
| Titolo sintetico                                             | Voti      | %    | Voti      | %    | Nulli  | Totale    | Iscritti  | Affluenza | Pieni            | Mezzi            | Pieni          | Mezzi          | Risultato |
| ------------------------------------------------------------ | --------- | ---- | --------- | ---- | ------ | --------- | --------- | --------- | ---------------- | ---------------- | -------------- | -------------- | --------- |
| Iniziativa per il divieto di sperimentazione animale e umana | 499.485   | 20,9 | 1.895.061 | 79,1 | 50.824 | 2.394.546 | 5.532.520 | 44,20%    | 0                | 0                | 20             | 6              | Respinto  |
| Iniziativa per il divieto di pubblicità per il tabacco       | 1.371.177 | 56,7 | 1.049.107 | 43,3 | 27.368 | 2.447.652 | 5.532.520 | 44,24%    | 14               | 2                | 6              | 4              | Approvato |
| Modifica legge sulle tasse di bollo                          | 883.251   | 37,4 | 1.480.165 | 62,6 | 72.452 | 2.435.868 | 5.532.520 | 44,03%    | -                | -                | -              | -              | Respinto  |
| Legge sul pacchetto a favore dei media                       | 1.084.802 | 45,4 | 1.303.644 | 54,6 | 53.771 | 2.442.217 | 5.532.520 | 44,14%    | -                | -                | -              | -              | Respinto  |

## Referendum di maggio

### Primo quesito
Il primo quesito riguardava la conferma della modifica del 1º ottobre 2021 della legge federale sulla produzione e la cultura cinematografiche (Legge sul cinema, LCin). La modifica di legge estendeva ai servizi di streaming l'obbligo di investire il 4% della cifra d'affari realizzata in Svizzera nella creazione cinematografica nazionale (obbligo già vigente per le emittenti televisive) e prevedeva che i servizi di streaming dovessero riservare il 30% del loro catalogo a film e serie prodotti in Europa.
Il Parlamento aveva approvato la legge, il Consiglio nazionale con 124 sì, 67 no e 3 astensioni e il Consiglio degli Stati con 32 sì, 8 no e 4 astensioni. Contro la legge era stato chiesto un referendum da parte di un comitato che riteneva ingiusto e paternalista imporre quote rigide di film europei indipendentemente dalla loro qualità e dalla richiesta del pubblico oltre a temere che l'obbligo di investimento imposto ai servizi di streaming avrebbe provocato un aumento delle tariffe di abbonamento.

### Secondo quesito
Il secondo quesito riguardava la conferma della modifica del 1º ottobre 2021 della legge federale sul trapianto di organi, tessuti e cellule (Legge sui trapianti). La modifica di legge introduceva il principio del consenso presunto per la donazione di organi: chi non desidera donare i propri organi avrebbe dovuto dichiarare la propria contrarietà in vita e in mancanza di tale dichiarazione si sarebbe assunto che la persona fosse disposta a donarli. I congiunti sarebbero comunque stati coinvolti e avrebbero potuto rifiutare la donazione se avessero ritenuto che la persona in questione sarebbe stata contraria e il prelievo di organi non sarebbe stato consentito in caso di impossibilità di contattare i congiunti.
Il Parlamento aveva approvato la legge, il Consiglio nazionale con 141 sì, 44 no e 11 astensioni e il Consiglio degli Stati con 31 sì, 12 no e 1 astensione. Contro la legge era stato chiesto un referendum da parte di un comitato che riteneva che la legge violasse il diritto costituzionale all'autodeterminazione e all'integrità fisica consentendo il prelievo di organi anche contro la volontà di quei cittadini che sarebbero rimasti ignari di doversi opporre formalmente.

### Terzo quesito
Il terzo quesito riguardava la conferma del decreto federale del 1º ottobre 2021 che approva e traspone nel diritto svizzero lo scambio di note tra la Svizzera e l’UE concernente il recepimento del regolamento (UE) 2019/1896 relativo alla guardia di frontiera e costiera europea e all’abrogazione dei regolamenti (UE) n. 1052/2013 e (UE) 2016/1624 (Sviluppo dell’acquis di Schengen). Tale decreto disciplinava la partecipazione della Svizzera all'ampliamento dell'agenzia europea Frontex tramite un graduale aumento del contributo finanziario a tale agenzia fino a 61 milioni di franchi circa entro il 2027 e la messa a disposizione di maggiore personale e materiale. 
Il Parlamento aveva approvato la legge, il Consiglio nazionale con 88 sì, 80 no e 28 astensioni e il Consiglio degli Stati con 30 sì e 14 no. Contro la legge era stato chiesto un referendum da parte di un comitato che riteneva Frontex corresponsabile di casi di violenza, miseria e morte alle frontiere esterne dell'Europa e riteneva quindi il suo ampliamento dannoso per i diritti dei profughi.

### Risultati
| Titolo sintetico             | Sì        | Sì   | No      | No   | Nulli  | Totale    | Iscritti  | Affluenza | Cantoni a favore | Cantoni a favore | Cantoni contro | Cantoni contro | Risultato |
| Titolo sintetico             | Voti      | %    | Voti    | %    | Nulli  | Totale    | Iscritti  | Affluenza | Pieni            | Mezzi            | Pieni          | Mezzi          | Risultato |
| ---------------------------- | --------- | ---- | ------- | ---- | ------ | --------- | --------- | --------- | ---------------- | ---------------- | -------------- | -------------- | --------- |
| Modifica legge sul cinema    | 1 255 038 | 58,4 | 893 370 | 41,6 | 68 734 | 2 217 142 | 5 538 252 | 40,03%    | -                | -                | -              | -              | Approvato |
| Modifica legge sui trapianti | 1 319 276 | 60,2 | 872 119 | 39,8 | 38 319 | 2 229 714 | 5 538 252 | 40,26%    | -                | -                | -              | -              | Approvato |
| Ampliamento di Frontex       | 1 523 005 | 71,5 | 607 673 | 28,5 | 83 550 | 2 214 228 | 5 538 252 | 39,98%    | -                | -                | -              | -              | Approvato |

## Referendum di settembre

### Primo quesito
Il primo quesito riguardava l'iniziativa popolare "No all’allevamento intensivo in Svizzera" detta in breve Iniziativa sull’allevamento intensivo. L'iniziativa mirava a introdurre in Costituzione una norma per tutelare la dignità degli animali da reddito come bovini, polli e suini vietando l'allevamento intensivo e imponendo requisiti minimi più severi in materia di ricovero e cura rispettosi degli animali, di accesso a spazi esterni, di macellazione e di dimensioni massime del gruppo per stalla. Tali requisiti si sarebbero applicati anche all'importazione di animali e derrate alimentari di origine animale dall'estero.
Il Parlamento aveva respinto l'iniziativa, il Consiglio nazionale con 106 no, 77 sì e 8 astensioni e il Consiglio degli Stati con 32 no, 8 sì e 1 astensione. Anche il Consiglio federale raccomandava di respingere l'iniziativa ritenendo che gli animali fossero già sufficientemente tutelati, che l'iniziativa avrebbe provocato un aumento dei prezzi delle derrate alimentari e che in particolare il divieto d'importazione dei prodotti che non rispettano gli standard bio fosse estremamente complesso e oneroso da far rispettare.

### Secondo quesito
Il secondo quesito riguardava la conferma del decreto federale del 17 dicembre 2021 sul finanziamento supplementare dell'AVS mediante l'aumento dell'imposta sul valore aggiunto, che prevedeva un finanziamento supplementare all'AVS (il sistema di previdenza di vecchiaia e superstiti in Svizzera), che versava in gravi problemi finanziari, mediante l'aumento dell'IVA che sarebbe passata dal 7,7 all'8,1% come aliquota normale e dal 2,5 al 2,6% come aliquota ridotta per alimentari, medicamenti e libri. Il decreto federale, approvato dal Consiglio nazionale con 126 sì, 40 no e 27 astensioni e dal Consiglio degli Stati all'unanimità con 43 sì, comportava una modifica della Costituzione federale ed era quindi automaticamente sottoposto a referendum. Il decreto era strettamente correlato alla legge federale sulla riforma pensionistica sottoposta a referendum separatamente. La riforma nel complesso sarebbe entrata in vigore solo se entrambi i quesiti fossero stati approvati.

### Terzo quesito
Il terzo quesito riguardava la conferma della modifica del 17 dicembre 2021 della legge federale sull'assicurazione per la vecchiaia e per i superstiti (riforma AVS 21). La legge modificava il sistema pensionistico portando l'età di pensionamento delle donne da 64 a 65 anni, per sgravare l'AVS che versava in gravi problemi finanziari. Tale innalzamento era mitigato tramite misure compensative come la possibilità di accedere ad un pensionamento anticipato a condizioni più favorevoli per le donne nate tra il 1961 e il 1969 e la concessione di un supplemento della rendita per quelle che lavoravano effettivamente fino ai 65 anni. La riforma aumentava anche la flessibilità del sistema pensionistico, permettendo di scegliere il momento del pensionamento tra 63 e 70 anni d'età con la rendita minore o maggiore a seconda dell'età. Il Parlamento aveva approvato la legge, il Consiglio nazionale con 125 sì, 67 no e 1 astensione e il Consiglio degli Stati con 31 sì e 12 no. Contro la legge era stato chiesto un referendum da parte di un comitato, che avversava soprattutto l'aumento dell'età pensionabile per le donne, già penalizzate da rendite in media di un terzo più basse di quelle degli uomini. La legge era strettamente correlata al decreto federale che aumentava i finanziamenti dell'AVS tramite l'aumento dell'IVA sottoposto a referendum separatamente. La riforma nel complesso sarebbe entrata in vigore solo se entrambi i quesiti fossero stati approvati.

### Quarto quesito
Il quarto quesito riguardava la conferma della modifica del 17 dicembre 2021 della legge federale sull'imposta preventiva. La legge aboliva l'imposta preventiva del 35 per cento sui redditi derivanti da interessi su obbligazioni svizzere e la tassa di negoziazione sull'acquisto di tali obbligazioni con l'obiettivo di renderle più attrattive per gli investitori, favorendo l'economia svizzera. Il Parlamento aveva approvato la legge, il Consiglio nazionale con 125 sì e 70 no e il Consiglio degli Stati con 31 sì e 12 no. Contro la legge era stato chiesto un referendum da parte di un comitato, che riteneva che l'abolizione avrebbe favorito soprattutto le grandi imprese e i grandi investitori esteri a scapito dei comuni cittadini svizzeri che avrebbero dovuto compensare le perdite di gettito che il comitato riteneva superiore alle stime.

### Risultati
| Titolo sintetico                      | Sì        | Sì   | No        | No   | Nulli   | Totale    | Iscritti  | Affluenza | Cantoni a favore | Cantoni a favore | Cantoni contro | Cantoni contro | Risultato |
| Titolo sintetico                      | Voti      | %    | Voti      | %    | Nulli   | Totale    | Iscritti  | Affluenza | Pieni            | Mezzi            | Pieni          | Mezzi          | Risultato |
| ------------------------------------- | --------- | ---- | --------- | ---- | ------- | --------- | --------- | --------- | ---------------- | ---------------- | -------------- | -------------- | --------- |
| Iniziativa sull'allevamento intensivo | 1 062 703 | 37,1 | 1 799 088 | 62,9 | 39 098  | 2 900 889 | 5 549 085 | 52,28%    | 0                | 1                | 20             | 5              | Respinto  |
| Finanziamento supplementare dell'AVS  | 1 570 813 | 55,1 | 1 281 447 | 44,9 | 42 302  | 2 894 562 | 5 549 085 | 52,16%    | 15               | 6                | 5              | 0              | Approvato |
| Riforma pensionistica AVS 21          | 1 442 591 | 50,5 | 1 411 396 | 49,5 | 41 822  | 2 895 809 | 5 549 085 | 52,19%    | -                | -                | -              | -              | Approvato |
| Legge su imposta preventiva           | 1 316 230 | 48,0 | 1 426 457 | 52,0 | 126 571 | 2 869 258 | 5 549 085 | 51,71%    | -                | -                | -              | -              | Respinto  |